# Virgule (football)
Pour les articles homonymes, voir Virgule.
La virgule, le flip flap ou l'elástico, est, au football, un geste technique consistant à faire passer le ballon sur l’extérieur du pied par un crochet extérieur, et d’un mouvement très rapide le rabattre sur l’intérieur du pied et changer ainsi d’une manière fulgurante la trajectoire du ballon. La trajectoire du ballon et celle du pied de celui qui effectue ce geste s'apparentent alors à un arc ou un demi-cercle imaginaire que porterait l'adversaire.

## Historique
Sérgio Echigo (en), footballeur brésilien d'origine japonaise, est considéré comme le créateur de ce geste technique que Rivelino reprendra par la suite au SC Corinthians dans les années 1960.
D'autres joueurs tels que l'Algérien Salah Assad dont la virgule est singulière ou le Péruvien Julio César Uribe adopteront la virgule dans leur répertoire technique dans les années 1980. Ce geste technique a été popularisé par la suite par Ronaldinho, même si Romário, Ronaldo ou Roberto Carlos l'avaient déjà repris avant lui dans les années 1990.